# Dolenja Stara vas
Dolenja Stara vas je naselje v Občini Šentjernej.